# Cesare Bionaz
Cesare Bionaz (fr. AFI: [bjɔna]), ugualmente citato come César Bionaz, (28 giugno 1912 – 3 settembre 1969) è stato un politico italiano.
Fu presidente della Valle d'Aosta dal 31 maggio 1966 al 1º luglio 1969, e sedette nel consiglio regionale per due legislature dal 25 novembre 1963 al 3 settembre 1969, giorno della sua morte.